# Lebor
Lebor es una pedanía del municipio de Totana, en la Región de Murcia.

## Localización
La pedanía de Lébor se encuentra al sur del término del municipio de Totana.Limita al norte con las pedanías de Las Viñas y Las Huertas, al sur con el Río Guadalentín, al oeste con Lorca y al este con la pedanía de La Ñorica y con el casco urbano.

## Territorio
Popularmente Lébor está dividido en diversas zonas:La Barquilla,Las Quebradas y, principalmente, Lebor Alto y Lebor Bajo

## Edificaciones Religiosas
- Ermita de San Pedro, situada en Lébor Alto.

## Fiestas
La pedanía de Lébor celebra la festividad de San Pedro a finales de junio, el fin de semana más cercano al día 29.
Estas fiestas se realizan desde finales del siglo XX y fueron creadas por un grupo de vecinos convencidos de la necesidad de contar con unos festejos Patronales para la población.
Las celebraciones cuentan tanto con un componente religioso, dentro del que los actos más destacados son las procesión con San Pedro por las calles de la pedanía y la misa en la iglesia de Lébor, como de una serie de actos lúdicos de ocio y entretenimiento, entre los que resaltan por su participación popular las verbenas, concursos y exhibiciones.
Las Fiestas Patronales en honor a San Pedro son organizadas desde una Comisión formada cada año por un grupo de habitantes de la población. Aquella pone en marcha los actos gracias a las subvenciones del Ayuntamiento de Totana, a las donaciones de las empresas y al trabajo de los vecinos.

## Economía
En Lébor Bajo,la economía se centra en el sector primario, en especial con la agricultura, siendo una de las zonas más productivas de la comarca.También hay explotaciones ganaderas, sobre todo ovinas y porcinas. 
El sector secundario se centra también en el campo: encontramos numerosas cooperativas agrícolas,semilleros y otro tipo de empresas, como:
- Frutas y hortalizas San Marcos,SL.
- Agrorizao
- Horfrusa,SL., que pertenece al grupo Amaco,y destaca por la calidad de sus productos, y exportaciones al Extranjero.
- COATO (COoperativa Agrícola de TOtana),que ha recibido varios premios a nivel europeo, como el Premio de Medioambiente.Exporta todos sus productos al extranjero.

- Datos: Q11150694